# Hirpinusok
A hirpinusok ókori itáliai néptörzs, amely a szabin „hirpus”, azaz farkas szóból származtatták nevüket. Samnium legdélebbi népe volt, amely az Appenninek egyik részén lakott. Nyugaton Campania, délen Luciana, keleten Apulia, északon a caudinusok határolták. Főbb városaik: Equus Tutius, Aquilonia, Aeclanum. Livius és Sztrabón egyaránt említi őket.